# 物集索引賞
物集索引賞（もずめさくいんしょう）は、索引や書誌の作成を通じて学術研究あるいは社会に貢献した人物・団体を顕彰する賞。『廣文庫』『群書索引』の編纂者物集高見と、その刊行・普及に尽力した一子高量の業績を記念し、1987年に創設された。労多くして報われることの少ない分野に光を当てた珍しい賞である。事務局は名著普及会内にある。

## 各回概要
応募要項、選考委員、賞金等。
- 第1回（1987年） - 選考委員は市古貞次、中村元ほか。賞金30万円。副賞不明。
- 第2回（1988年） - 対象は1983年1月1日から1988年6月30日までに公刊された索引・書誌で、分野は限定しない。1988年9月27日締切。応募総数43点。選考委員は市古貞次、中村元（以上2名顧問）、井上如、加藤栄一、谷沢永一、富田仁、渡部昇一。
- 第3回（1989年） - 対象は1984年1月1日から1988年12月31日までに公刊された索引・書誌で、分野は限定しない。1989年3月15日締切。
- 第4回（1990年） - 対象は過去5年間に発表された索引・書誌で、分野は限定しない。応募総数約150点。

| 回（年）        | 種別   | 受賞者                         | 表彰対象                                                                                                 | 授賞式                       |
| --------------- | ------ | ------------------------------ | --- | ---------------------------- |
| 第1回（1987年） | 本賞   | 鈴木和生                       | 『芸術新潮』『日本児童文学』ほか個別雑誌総索引（学習院女子短期大学図書館）                               | 5月22日 於学士会館           |
| 第1回（1987年） | 本賞   | 故田中美知太郎                 | 岩波書店『プラトン』第4巻付載索引                                                                        | 5月22日 於学士会館           |
| 第1回（1987年） | 特別賞 | 天野敬太郎                     | 全業績                                                                                                   | 5月22日 於学士会館           |
| 第2回（1988年） | 本賞   | 安藤昌益研究会（代表寺尾五郎） | 『安藤昌益事典』（農山漁村文化協会、1987年）                                                             | 11月24日 於如水会館          |
| 第2回（1988年） | 本賞   | 紅野敏郎                       | 『文章世界総目次・執筆者索引』（日本近代文学館）をはじめとする全業績                                     | 11月24日 於如水会館          |
| 第2回（1988年） | 特別賞 | 社団法人政府資料等普及調査会   | 『官庁資料要覧』                                                                                         | 11月24日 於如水会館          |
| 第3回（1989年） | 本賞   | 杉原四郎                       | 『日本の経済雑誌』（日本経済評論社、1987年）                                                             | 6月30日 於如水会館           |
| 第3回（1989年） | 本賞   | 明星大学図書館                 | "Shakespeare and Shakespeariana" no. 1, 2                                                                | 6月30日 於如水会館           |
| 第3回（1989年） | 特別賞 | 日外アソシエーツ               | 書誌・索引・目録等の情報検索ツールの編集・指導                                                           | 6月30日 於如水会館           |
| 第4回（1990年） | 本賞   | 故稲垣達郎                     | 『明治文学全集別巻 総索引』（筑摩書房、1989年）編集の中心的役割を担ったこと                              | 11月3日 於日本出版クラブ会館 |
| 第4回（1990年） | 本賞   | 鎌田正                         | 『大漢和辞典 語彙索引』（大修館書店、1990年）                                                            | 11月3日 於日本出版クラブ会館 |
| 第4回（1990年） | 本賞   | 赤瀬雅子、志保田務             | 『永井荷風の読書遍歴』（荒竹出版、1990年）                                                               | 11月3日 於日本出版クラブ会館 |
| 第4回（1990年） | 特別賞 | 寿岳文章                       | 『ヰルヤム・ブレイク書誌』（ぐろりあそさえて、1929年）をはじめ、書物に関して幅広い著作活動を展開したこと | 11月3日 於日本出版クラブ会館 |